# Ithomia amarilla
Ithomia amarilla är en fjärilsart som beskrevs av Richard Haensch 1903. Ithomia amarilla ingår i släktet Ithomia och familjen praktfjärilar. Inga underarter finns listade i Catalogue of Life.

## Bildgalleri

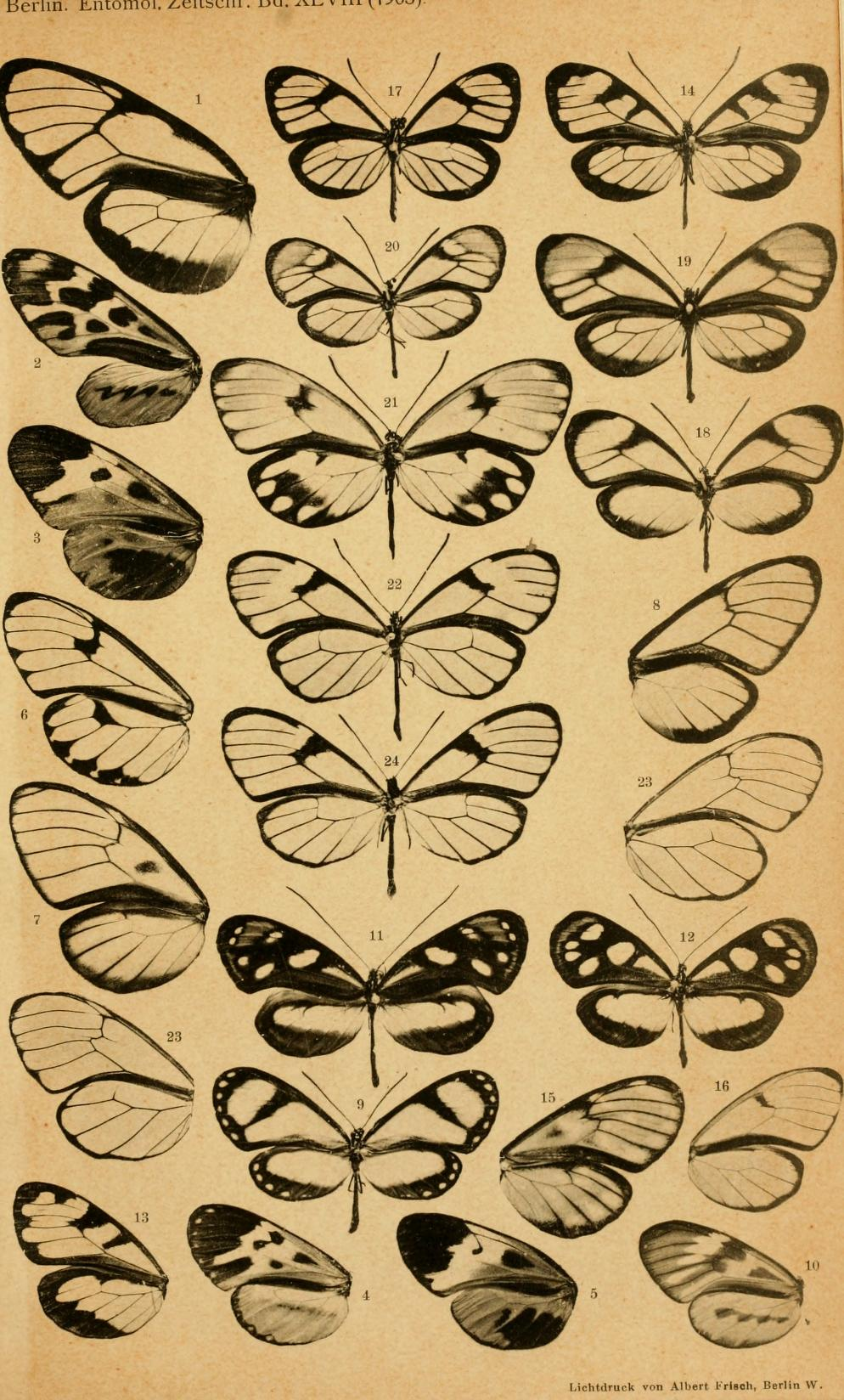